# Аффанди Кусума
Аффанди Кусума (индон. Affandi Koesoema; 18 мая 1907, Черибон, Ява — 23 мая 1990, Джокьякарта) — индонезийский художник, писал в стиле экспрессионизма. Получил широкое признание в Индонезии и за рубежом. Основатель музея Аффанди в городе Джокьякарта. Его дочь Картика Аффанди также стала художницей и руководит галереей и фондом культурного наследия Аффанди.
Входил в объединение Лекра (Общество народной культуры). Основатель объединения «Народные художники» (1947) и Союза художников Индонезии (1952).

## Ранняя биография
Аффанди родился в городе Черибон в 1907 году. Его отец Раден Кусума был смотрителем сахарной фабрики. Он прочил сыну карьеру врача, однако Аффанди интересовался живописью. В 1933 он женился на Марьяти, тоже увлекавшейся живописью. Работал учителем в школе, билетёром в кинотеатре, оформлял афиши фильмов. С 1934 года он стал обучаться живописи самостоятельно. С 1935 года решил заняться живописью всерьёз и отправился на остров Бали, где работал по частным заказам и оформлял иллюстрации.
Большое впечатление на Аффанди произвела выставка современного искусства в Джаккарте (тогда：Батавия) в конце 30-х годов, где был при представлены Гоген, Кандинский и Пикассо. В индонезийской традиции Аффанди увлекался театром теней (ваянг). Он перебрался с семьёй в Бандунг и в Джаккарту, рисуя маслом сюжеты для театра теней.

## Карьера художника
В пятидесятые годы Аффанди выработал стиль экспрессионизма. В его картине «Первая внучка» (Carrying the First Grandchild, 1953) был впервые продемонстрирован его собственный стиль прямого выдавливания краски из тюбика. Эту технику он открыл случайно, когда потерял карандаш и в нетерпении нарисовал линию на холсте прямо из тюбика. Ему понравился результат, и он освоил этот стиль. В дальнейшем он иногда рисовал непосредственно руками вместо кисточки, что способствовало выражению его чувств. В определённом смысле он подчёркивал сходство с Ван Гогом.
Аффанди учился самостоятельно, опираясь на репродукции картин из лондонского журнала Studio. Он чувствовал духовное родство с импрессионистами, с такими художниками, как Гойя, Эдвард Мунк, Питер Брейгель (Старший), Босх и Боттичелли. Их влияние прослеживается в его картинах.
С 1949 по 1951 года Аффанди путешествовал по Индии, в эти годы он создал много картин. Позднее, посетив Европу, он выставлял свои картины во многих столицах, в Париже, Лондоне, Брюсселе, Риме. Трижды он посетил Соединённые Штаты Америки, преподавал в Университете Огайо и участвовал в проекте оформления стен Восточно-Западного Центра на Гавайских Островах. Он выставлялся на Биеннале в Сан-Паулу.
Как художник, он выставлялся во многих странах, в Индии, на Биеннале в Бразилии (Биеннале искусства в Сан-Паулу, 1952), на Венецианском биеннале (1954) где получил награду, в Сан-Паулу (Биеннале искусства в Сан-Паулу, 1956). В 1957 году он получил в США стипендию на изучение обучения искусству. В Университете Огайо он был признан гонорарным профессором. В 1974 он получил степень гонорарного доктора университета Сингапура, премию мира шведского фонда Dag Hammarskjöld Foundation (1977), титул Grand Maestro во Флоренции. Участвовал во всемирной выставке Expo-70 в Осака.

## Музей

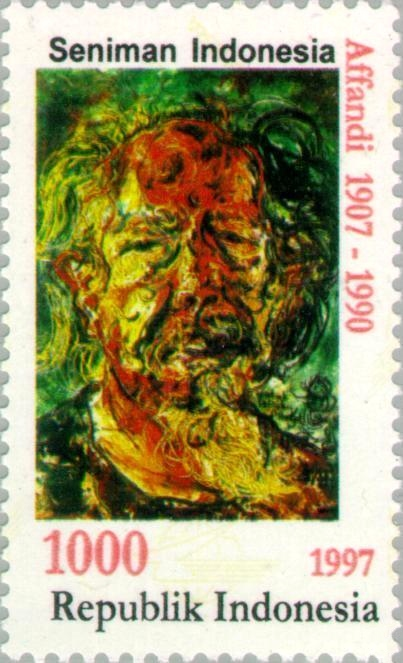
Автопортрет Аффанди на марке 1997 года, Индонезия

В городе Джокьякарта, где Аффанди проживал с 1945 года, он приобрёл участок земли, на территории которого, начиная с 60-х годов, была построена галерея. В дальнейшем музей вырос до четырёх галерей, в которых выставлено около 250 картин Аффанди и картины его дочери и детей. Музей Аффанди — одна из достопримечательностей города, активно посещается туристами. Весь комплекс музея и жилища Аффанди проектировал он лично, использовав крыши в форме бананового листа и трёх отходящих корней. Сам Аффанди похоронен также на территории своего музея.

Музей Аффанди. Джокьякарта, ноябрь 2022

Надгробие на могиле Аффанди во дворе Музея Аффанди. Джокьякарта, 2022

## Экспозиции
1. Музей современного искусства, Рио-де-Жанейро[англ.] (1966)
2. Восточно-западный центр[англ.](Гонолулу, 1988)
3. Festival of Indonesia (AS, 1990—1992)
4. Gate Foundation (Amsterdam, Belanda, 1993)
5. Сингапурский художественный музей (1994)
6. Centre for Strategic and International Studies (Jakarta, 1996)
7. Indonesia-Japan Friendship Festival (Morioka, Tokyo, 1997)
8. ASEAN Masterworks (Selangor, Kuala Lumpur, Malaysia, 1997—1998)
9. Выставки в городах Индии.
10. Выставки в Европе: Лондон, Амстердам, Брюссель, Париж, Рим
11. Биеннале: Бразилия 1952), Венецианская биеннале (1954),Биеннале искусства в Сан-Паулу (1956)
12. Выставки в Австралии
13. Музей Аффанди (Джокьякарта)

## Ученики
- Ипе Макруф